# Zakład przyrodoleczniczy „Wojciech”

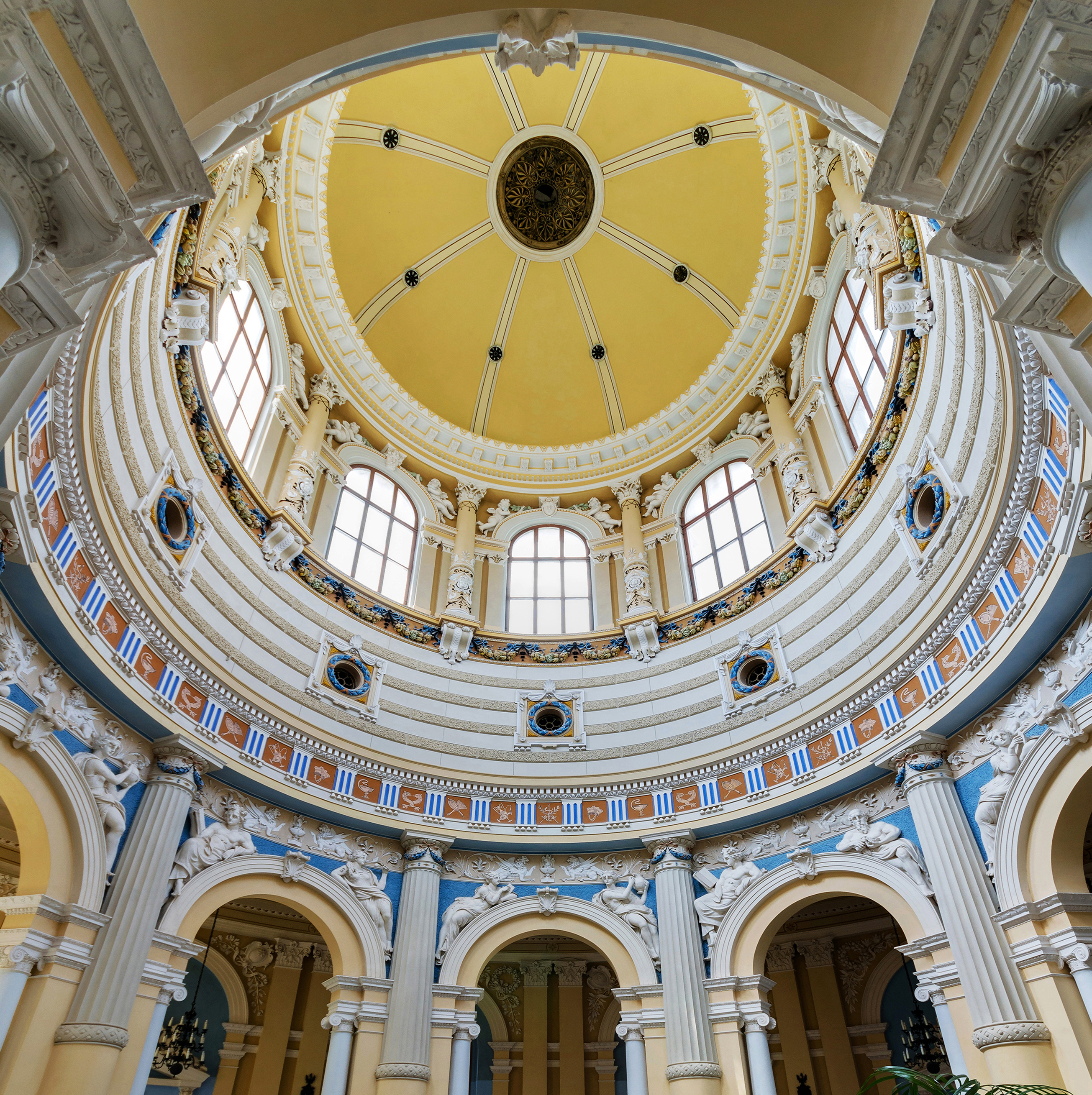
Wnętrze kopuły

Zakład przyrodoleczniczy „Wojciech” (niem. Marienbad)– zakład przyrodoleczniczy w Lądku-Zdroju, wzniesiony w 1680, przebudowany w latach 1878–1880 w stylu neobarokowym; najokazalszy i najstarszy obiekt balneologiczny w uzdrowisku w Lądku-Zdroju.

## Historia
Budowla została wzniesiona w latach 1678–1680, pierwotnie nazwano ją Marienbad. Wzorem dla budowniczych była łaźnia turecka w Budzie". W latach 1878–1880 obiekt został przebudowany w stylu neobarokowym. Od roku 1974 do 1998. budowla była wielokrotnie restaurowana i remontowana. Decyzją wojewódzkiego konserwatora zabytków z dnia 22 grudnia 1971 roku obiekt został wpisany do rejestru zabytków.
Jednym z gości zakładu był król pruski Fryderyk II, który od 5 do 24 sierpnia 1765 roku leczył się tam, biorąc kąpiele w wodzie ze źródła. Poza nim w „Wojciechu” bywało wiele innych znanych osób, między innymi: książę Antoni Henryk Radziwiłł, prezydent USA John Quincy Adams, Oskar Kolberg, Iwan Turgieniew, Józef Cyrankiewicz Władysław Gomułka i Lech Wałęsa.

## Architektura
Zakład to obiekt dwukondygnacyjny, wzniesiony na planie koła i posiadający cztery ryzality wejściowe. Ryzality są akcentowane frontonami, przerwanymi portykami wgłębnymi lub arkadowymi podcieniami. Front ozdobiony herbem Lądka-Zdroju. Wszystkie elewacje posiadają bogate podziały pilastrami. Wnętrze jest nakryte centralną kopułą, zwieńczoną wysoką latarnią z parami kolumn, które podtrzymują mniejszą kopułę z lukarnami. Wnętrze utrzymane jest w stylu łaźni tureckiej. Wewnątrz budynku znajduje się źródło „Wojciech”, zasilające także basen. Na parterze obiektu odbywają się fizykoterapie oparte na wodzie mineralnej takie jak kąpiele perełkowe, natryski, wirówki i inne zabiegi balneologicznych, również z wykorzystaniem borowiny. Na piętrze budynku urządzona jest pijalnia wód mineralnych i hotel z 47 miejscami noclegowymi w 23 pokojach.

## Galeria

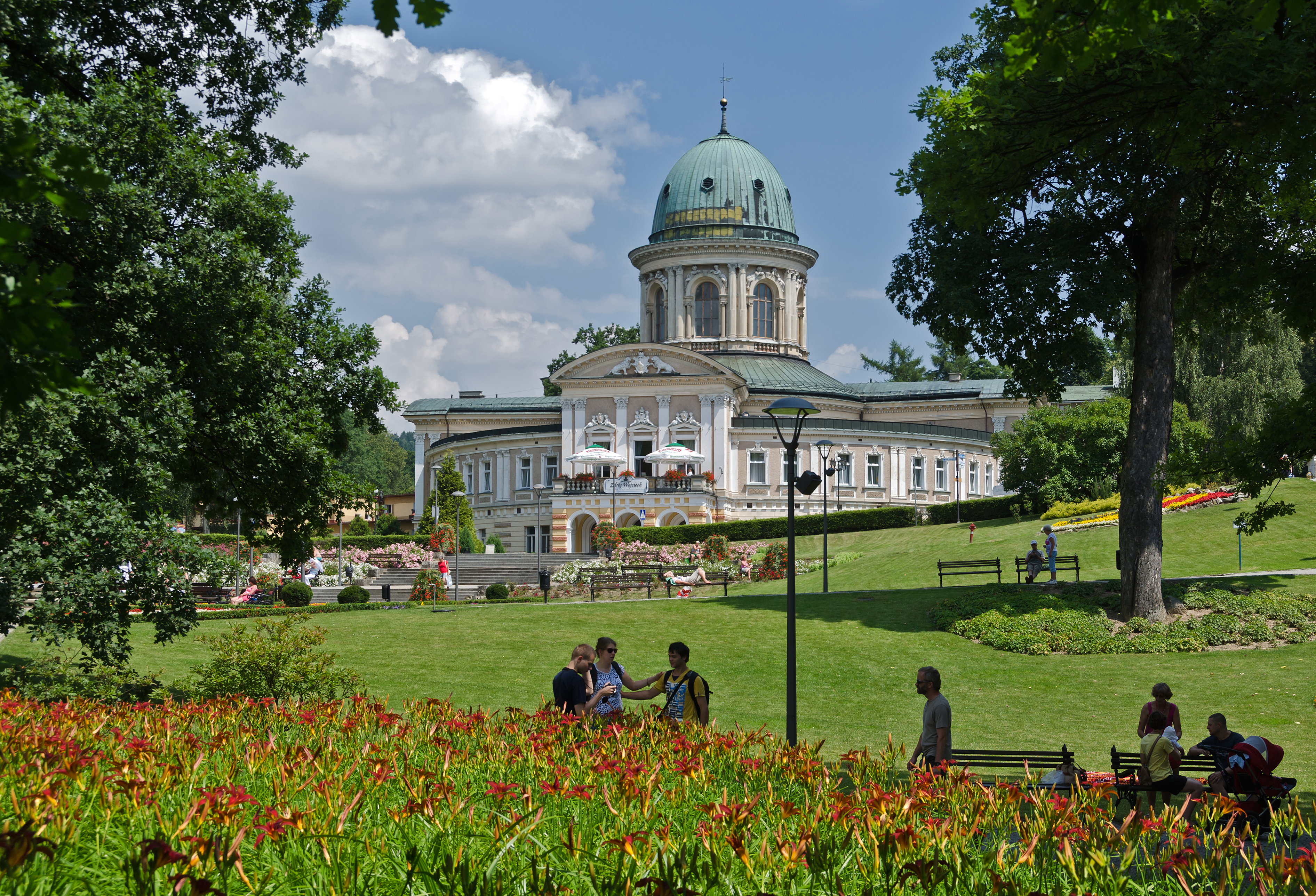
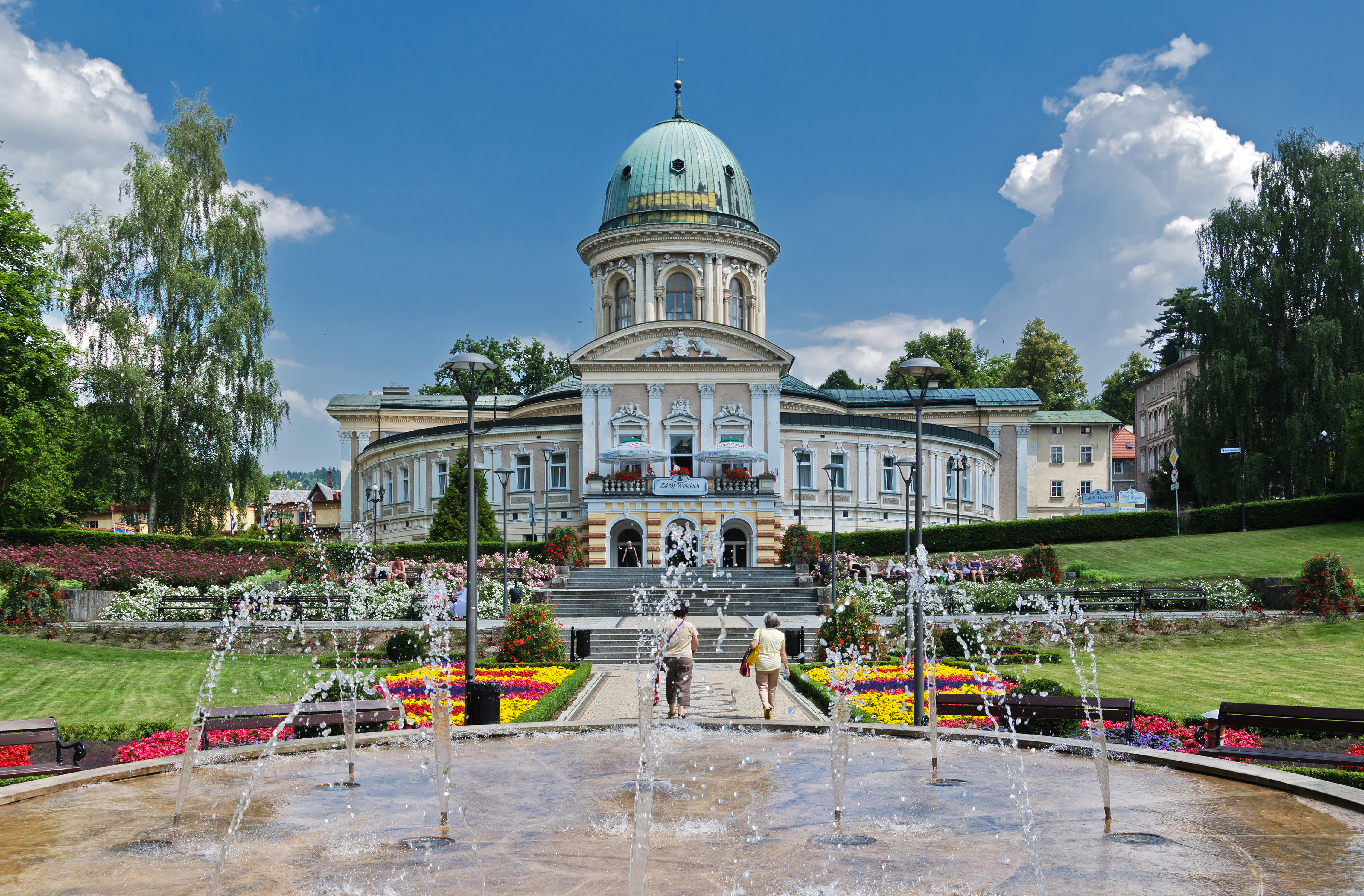
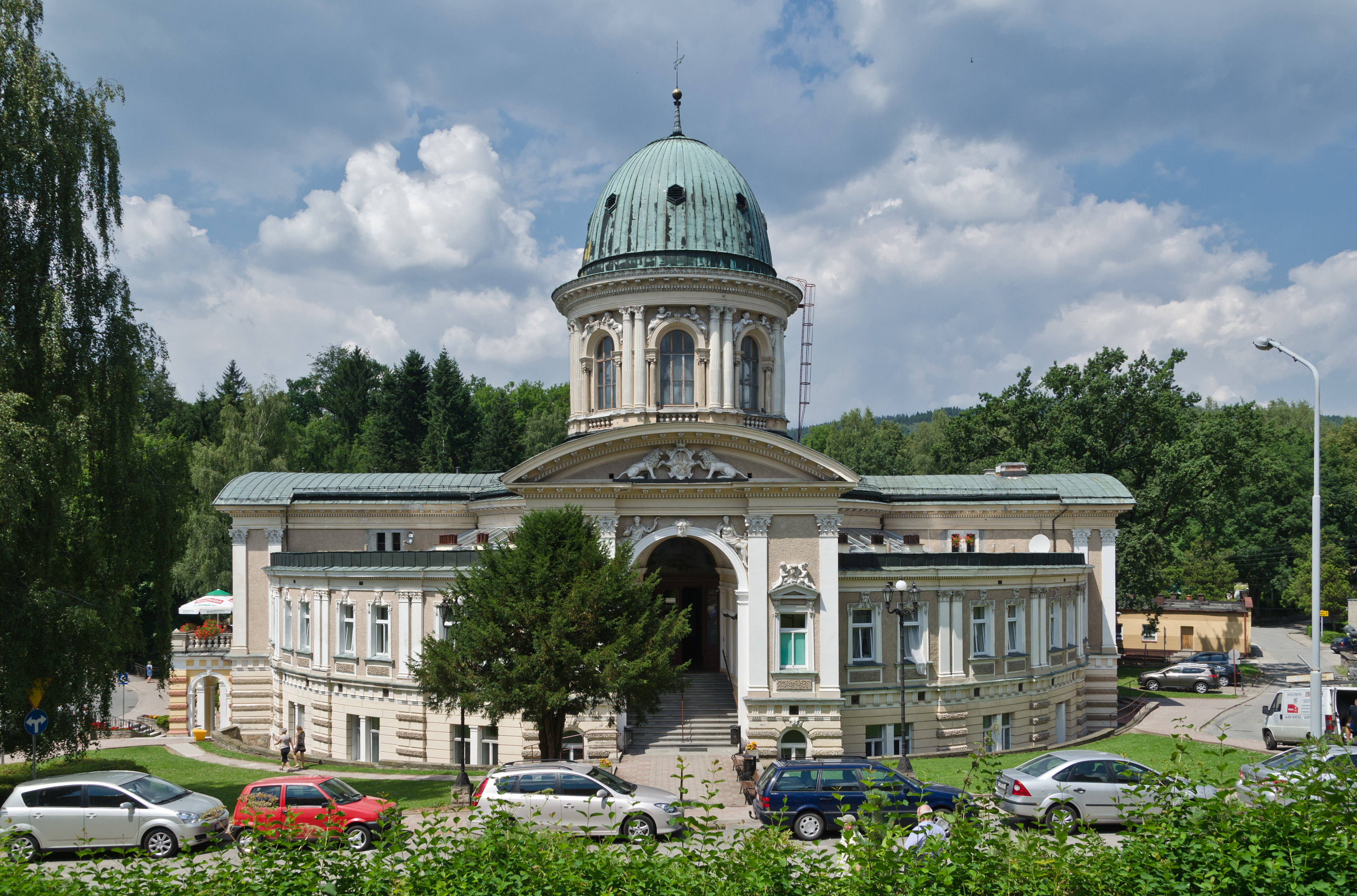
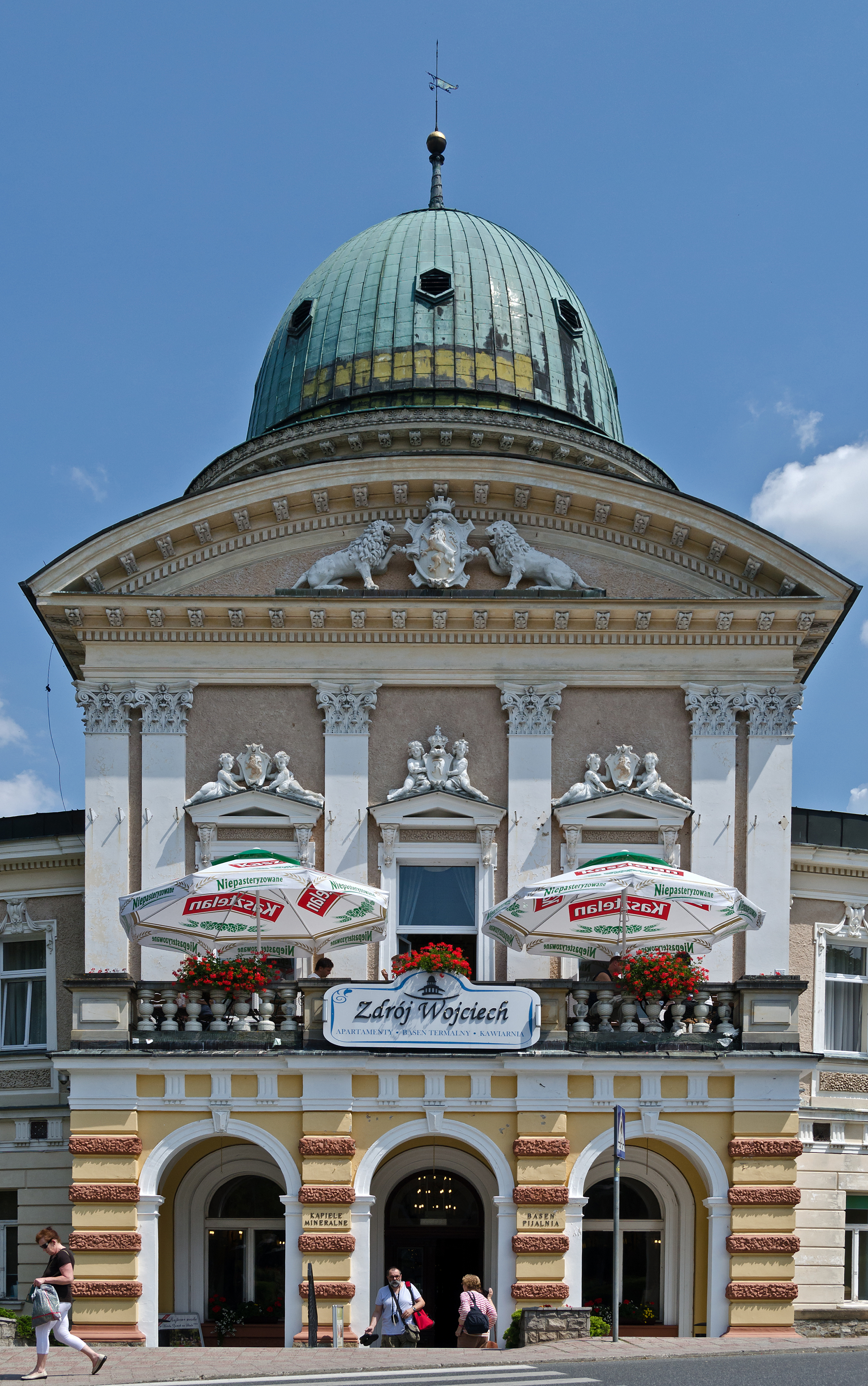
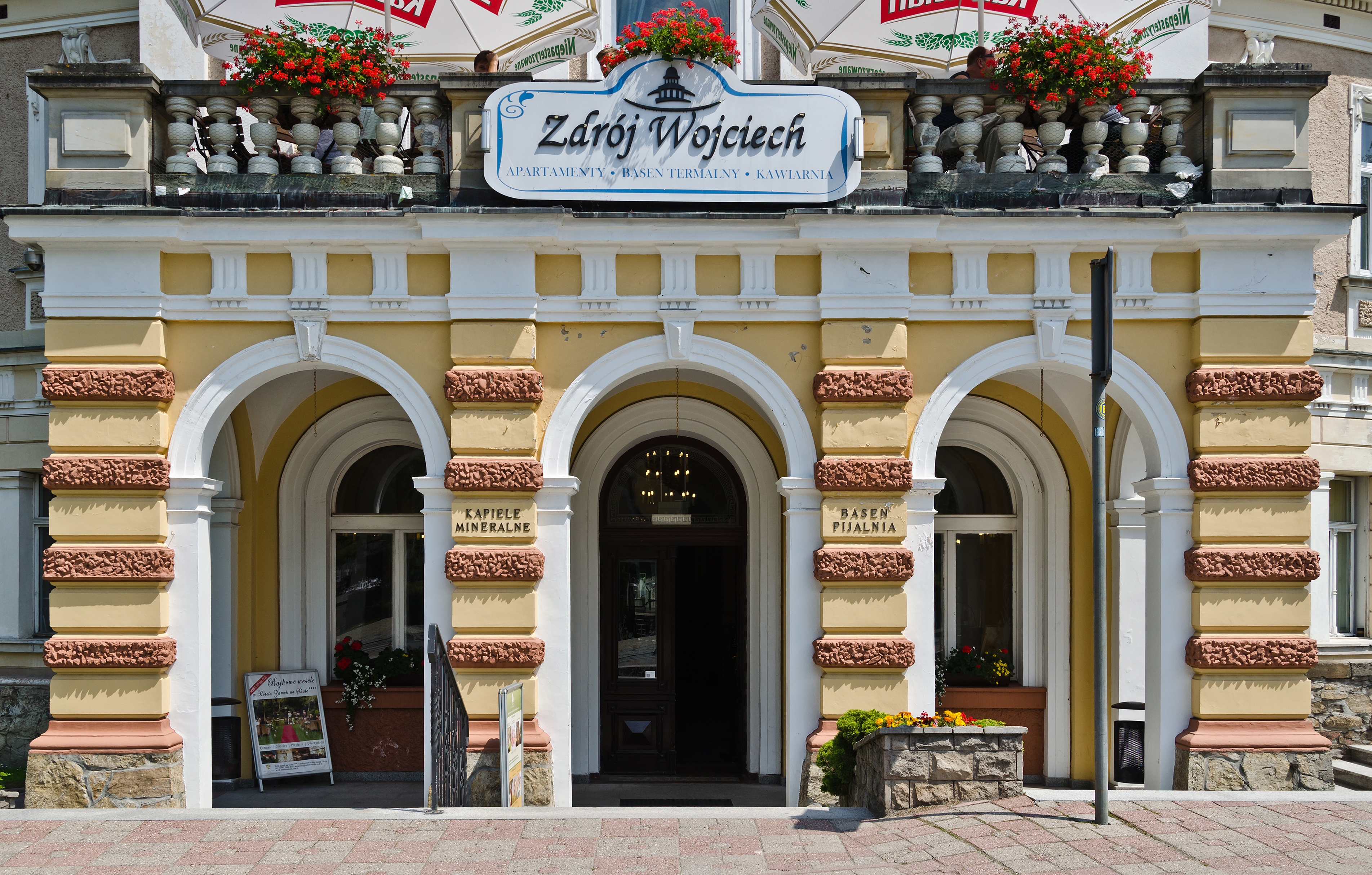
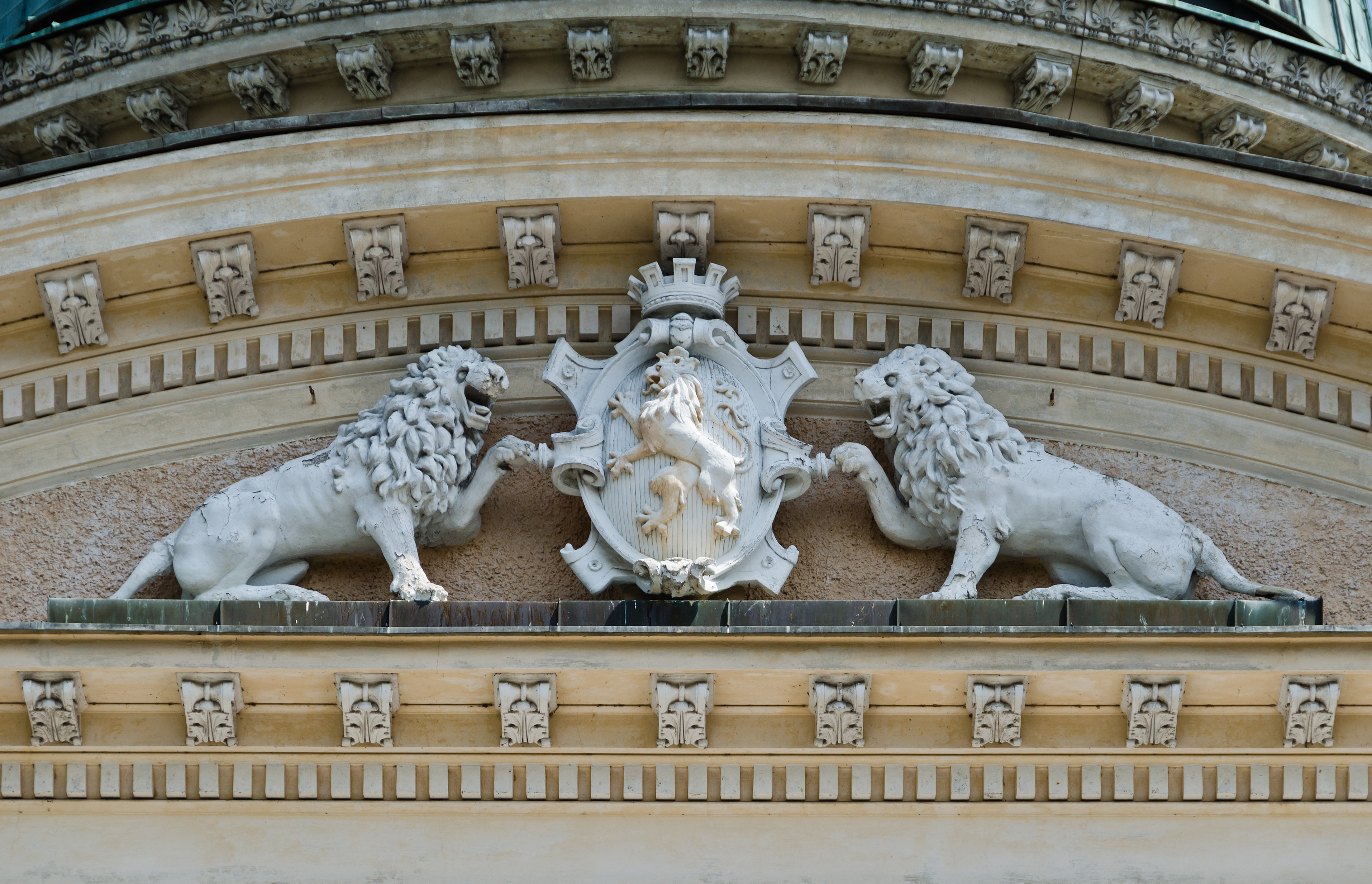
Herb Lądka-Zdroju
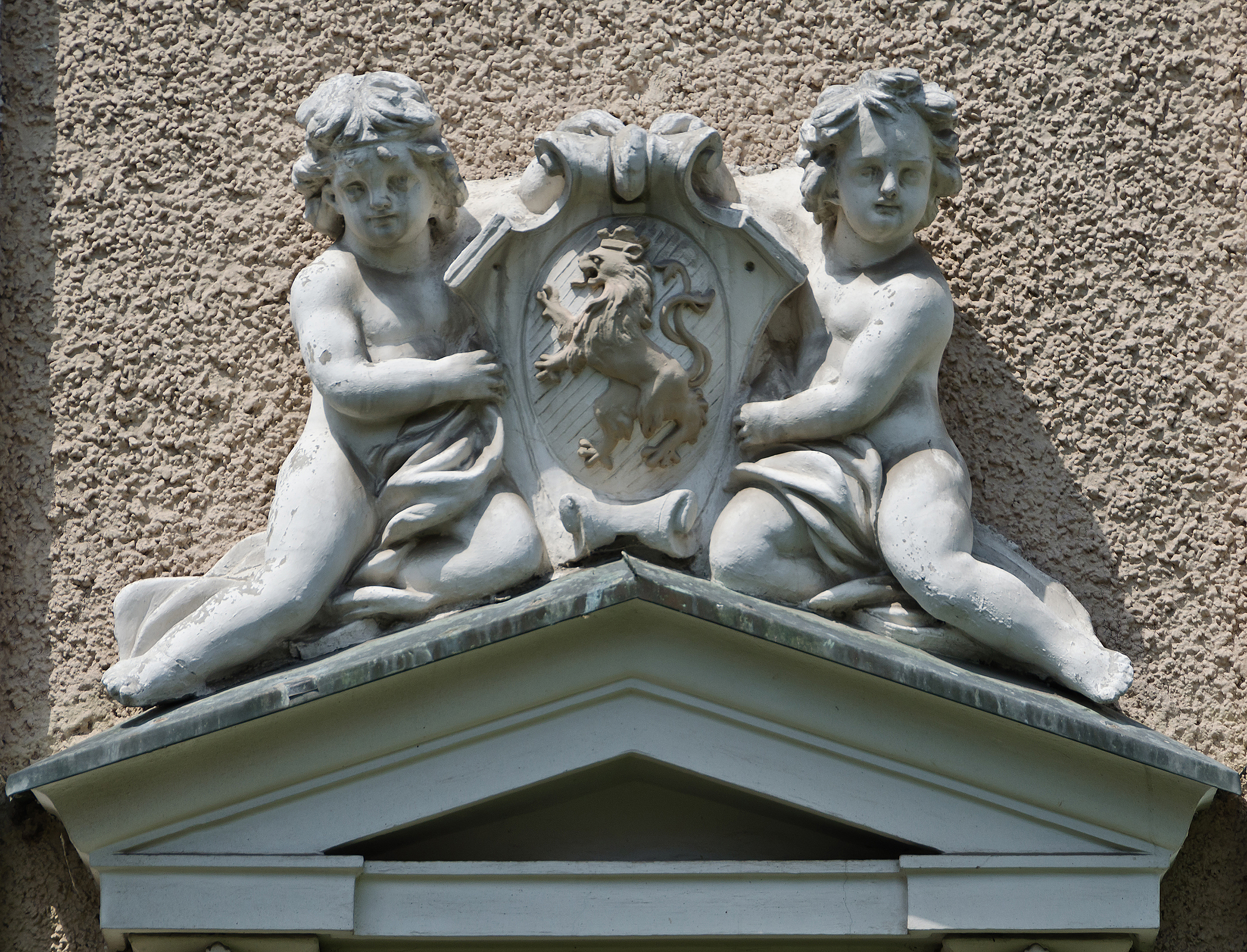
Herb Lądka-Zdroju
Herb Lądka-Zdroju
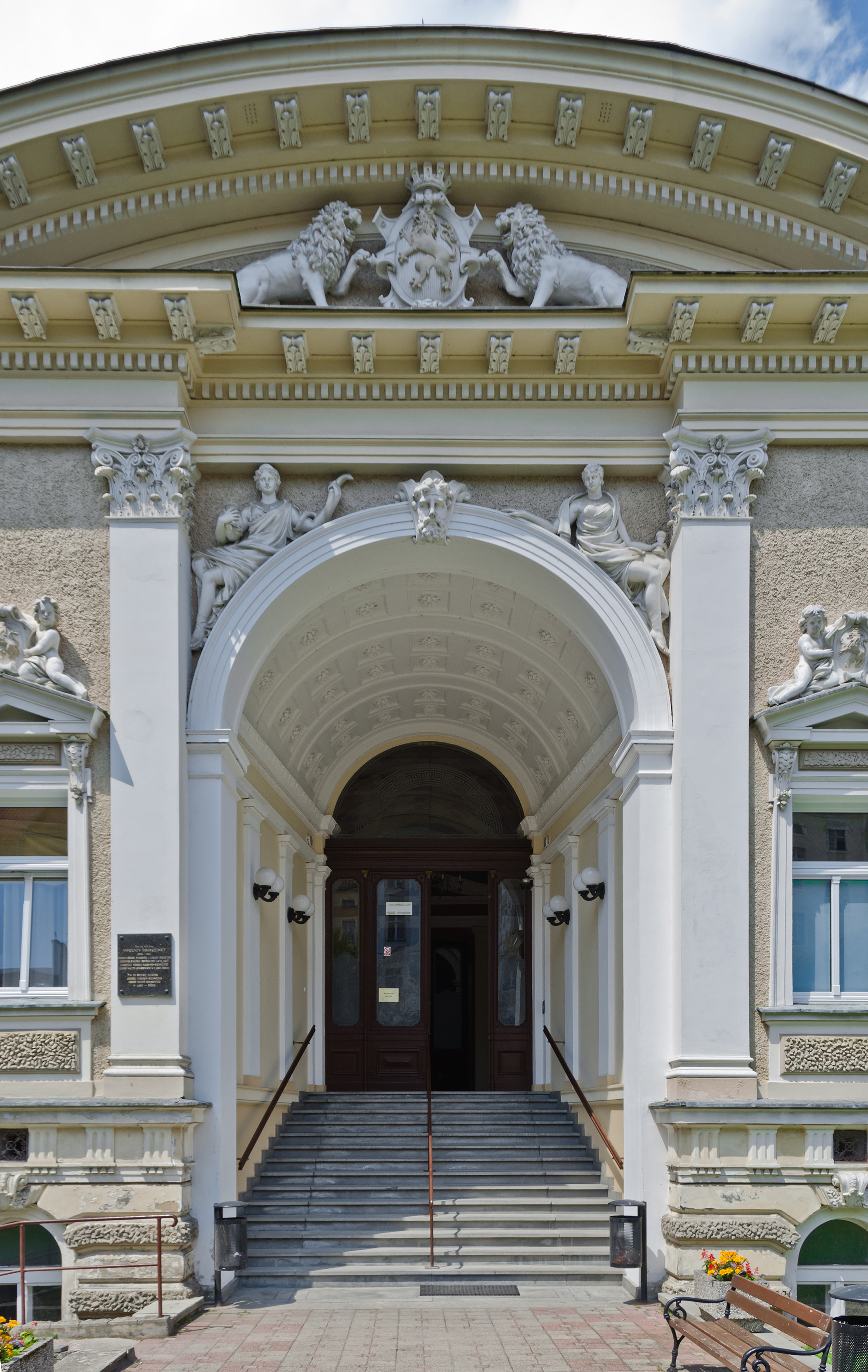
Herb Lądka-Zdroju
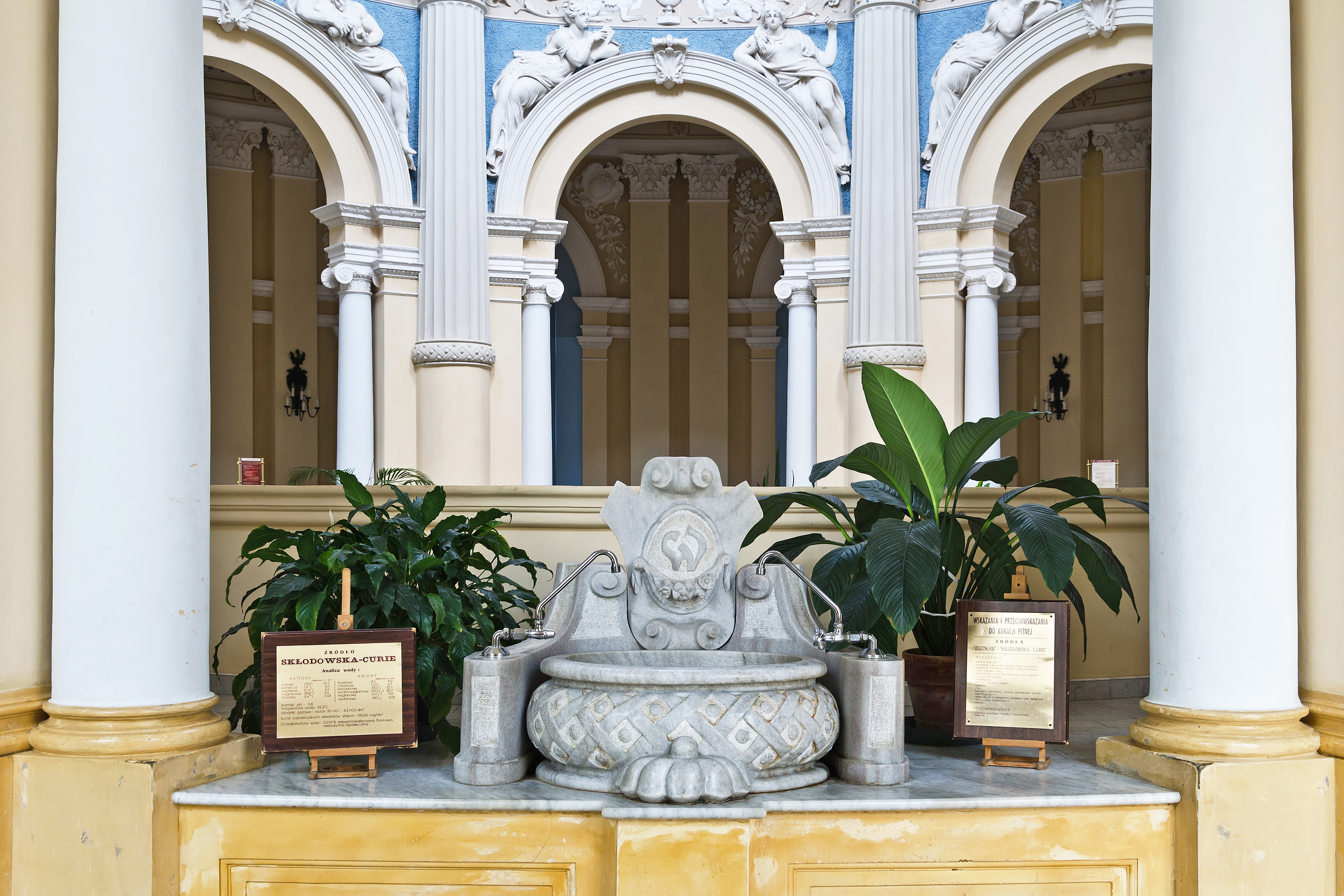
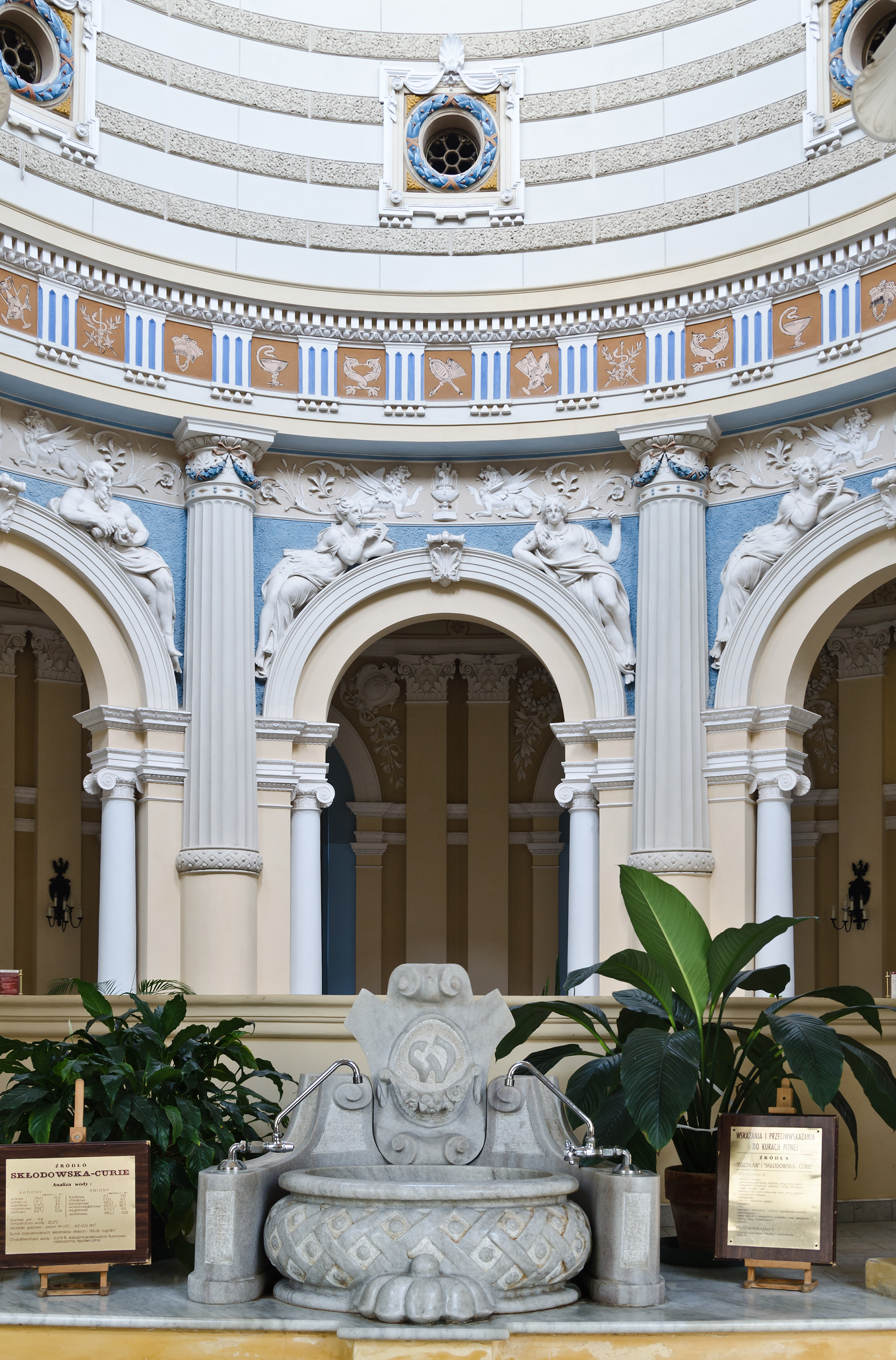
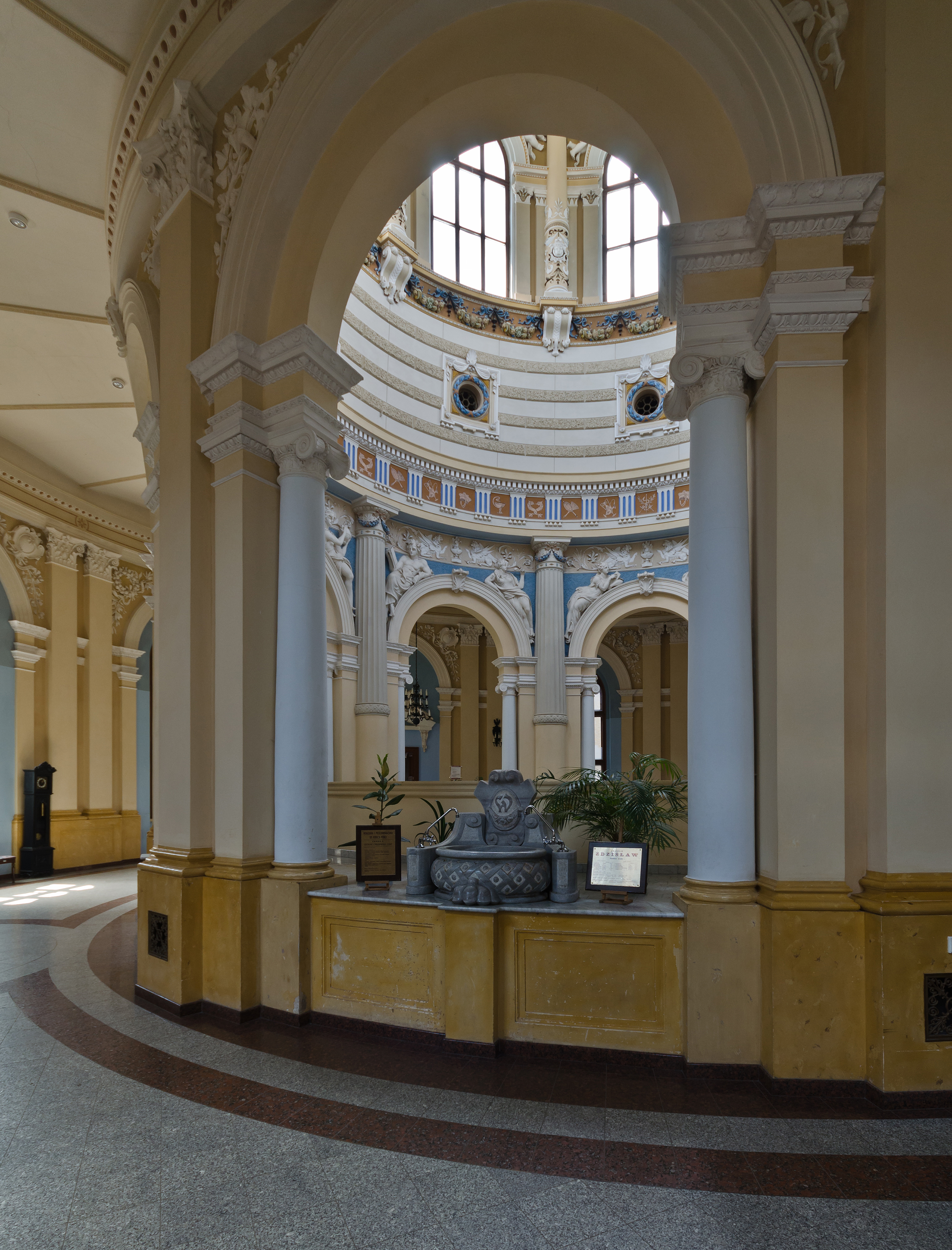
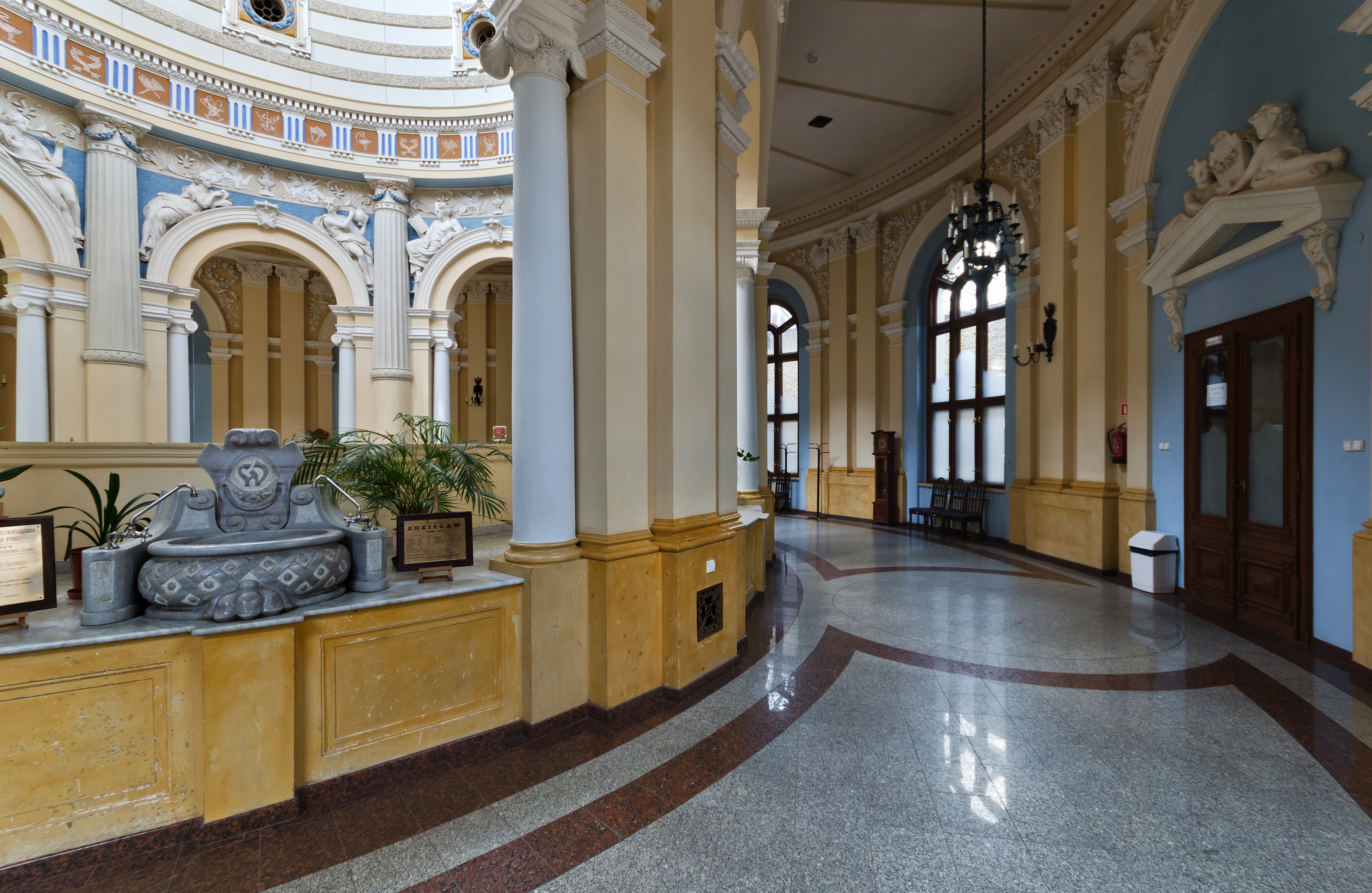
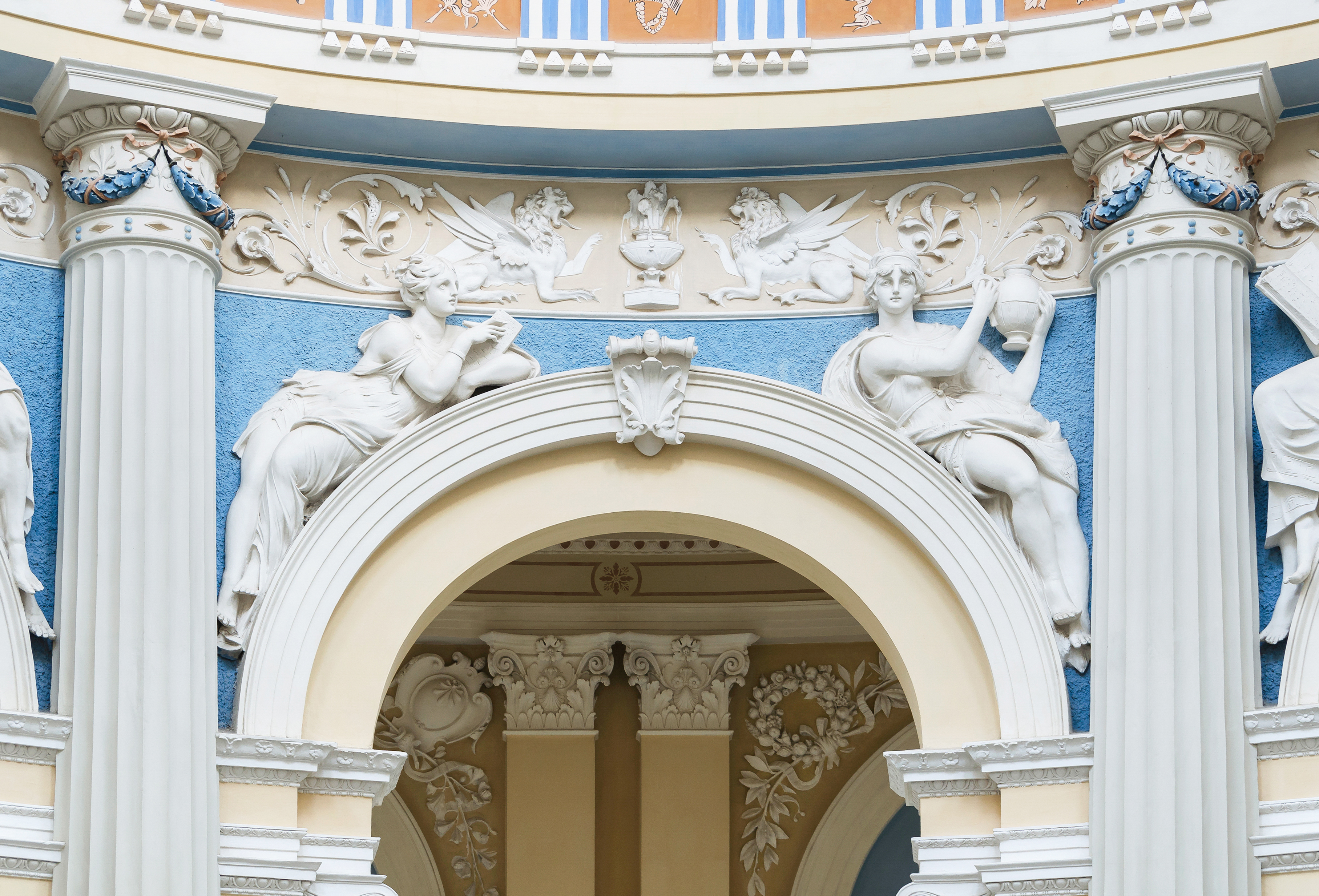
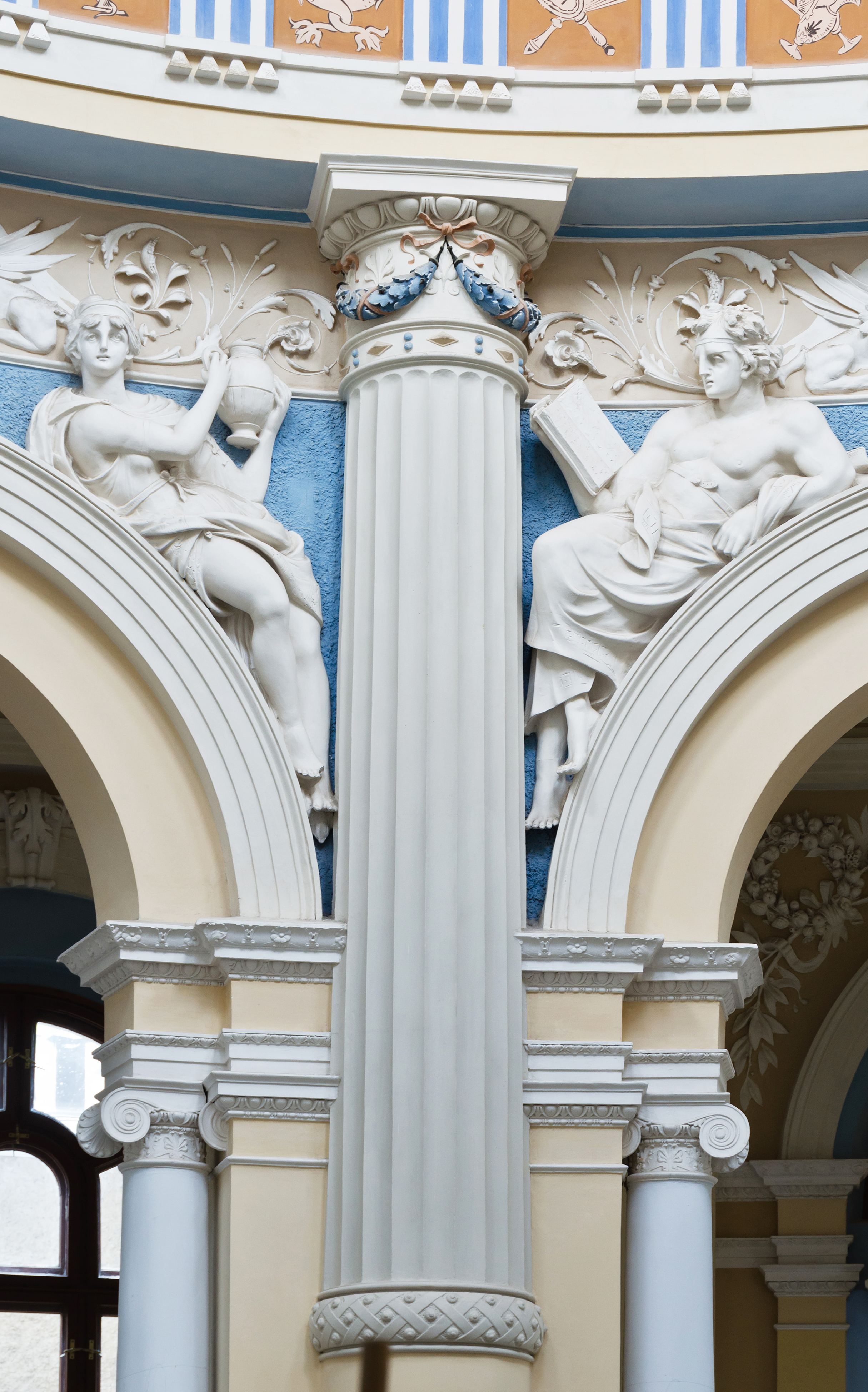